# Muntenien
Muntenien eller Muntenia er de ⅔ af Valakiet der ligger øst for floden Olt. Da dette er den største og vigtigste del af Valakiet bruges ordet nogen gange til at betegne hele Valakiet.
Området vest for Olt hedder Oltenien.
44°53′N 25°28′Ø / 44.89°N 25.47°Ø